# Spoorlijn Schaffhausen - Bülach
De spoorlijn Schaffhausen - Bülach is een Zwitserse spoorlijn tussen Schaffhausen gelegen in kanton Schaffhausen en Bülach gelegen in kanton Zürich.

## Geschiedenis
Het traject werd in door de Schweizerischen Nordostbahn (NOB) op 1 juni 1897 geopend.

## Treindiensten
Het lokaal personenvervoer wordt op dit traject uitgevoerd door de Schweizerische Bundesbahnen (SBB).

## Aansluitingen
In de volgende plaatsen is of was er een aansluiting van de volgende spoorlijnen:

### Schaffhausen
- Hochrheinbahn, spoorlijn tussen Basel Bad.Bf en Konstanz
- Seelinie spoorlijn tussen Schaffhausen en Rorschach
- Rheinfallbahn, spoorlijn tussen Winterthur en Schaffhausen

### Bülach
- Winterthur - Koblenz, spoorlijn tussen Winterthur en Koblenz
- Zürich - Bülach, spoorlijn tussen Zürich en Bülach

## Elektrische tractie
Het traject werd geëlektrificeerd met een spanning van 15.000 volt 16 2/3 Hz wisselstroom.

## Afbeeldingen

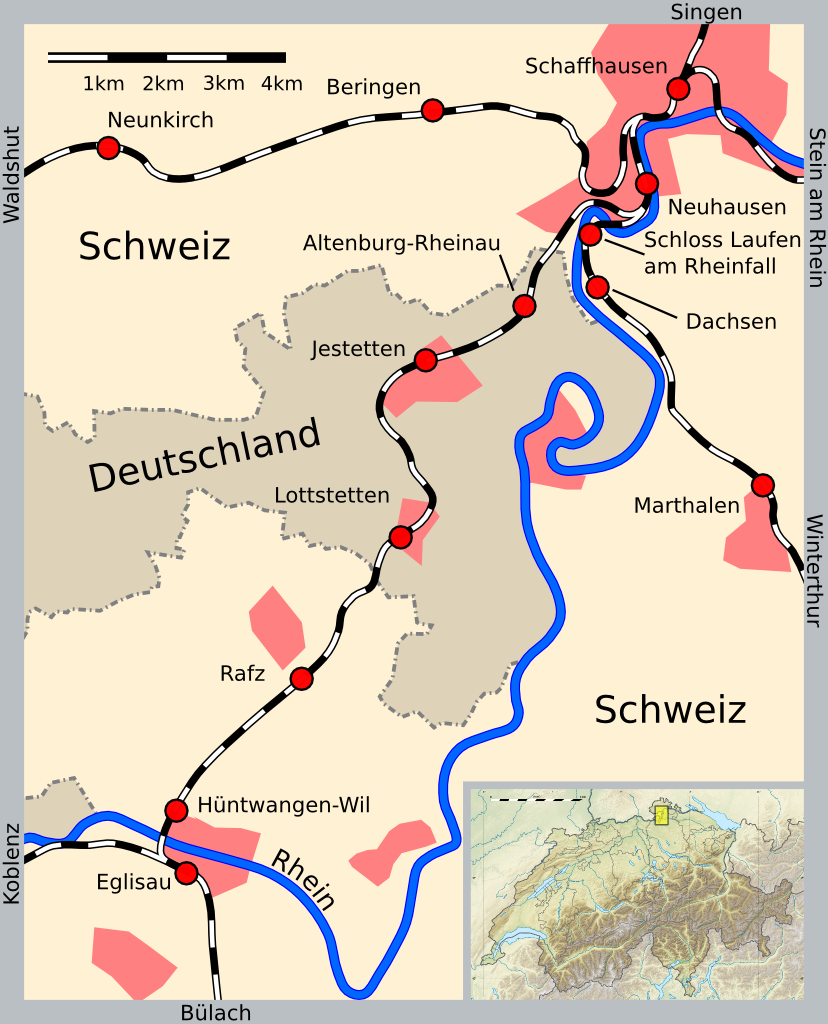
Trajectkaart
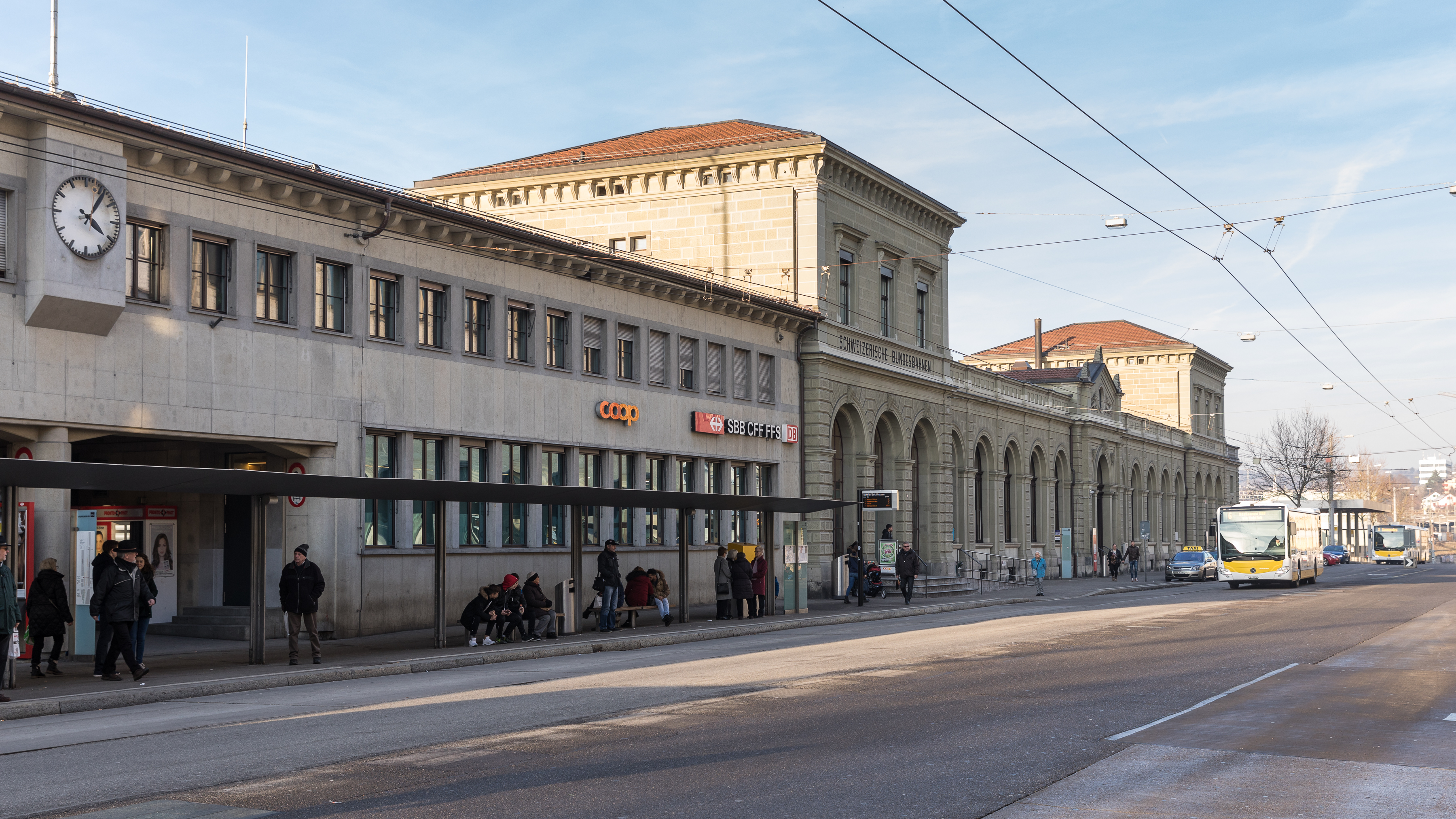
Station Schaffhausen
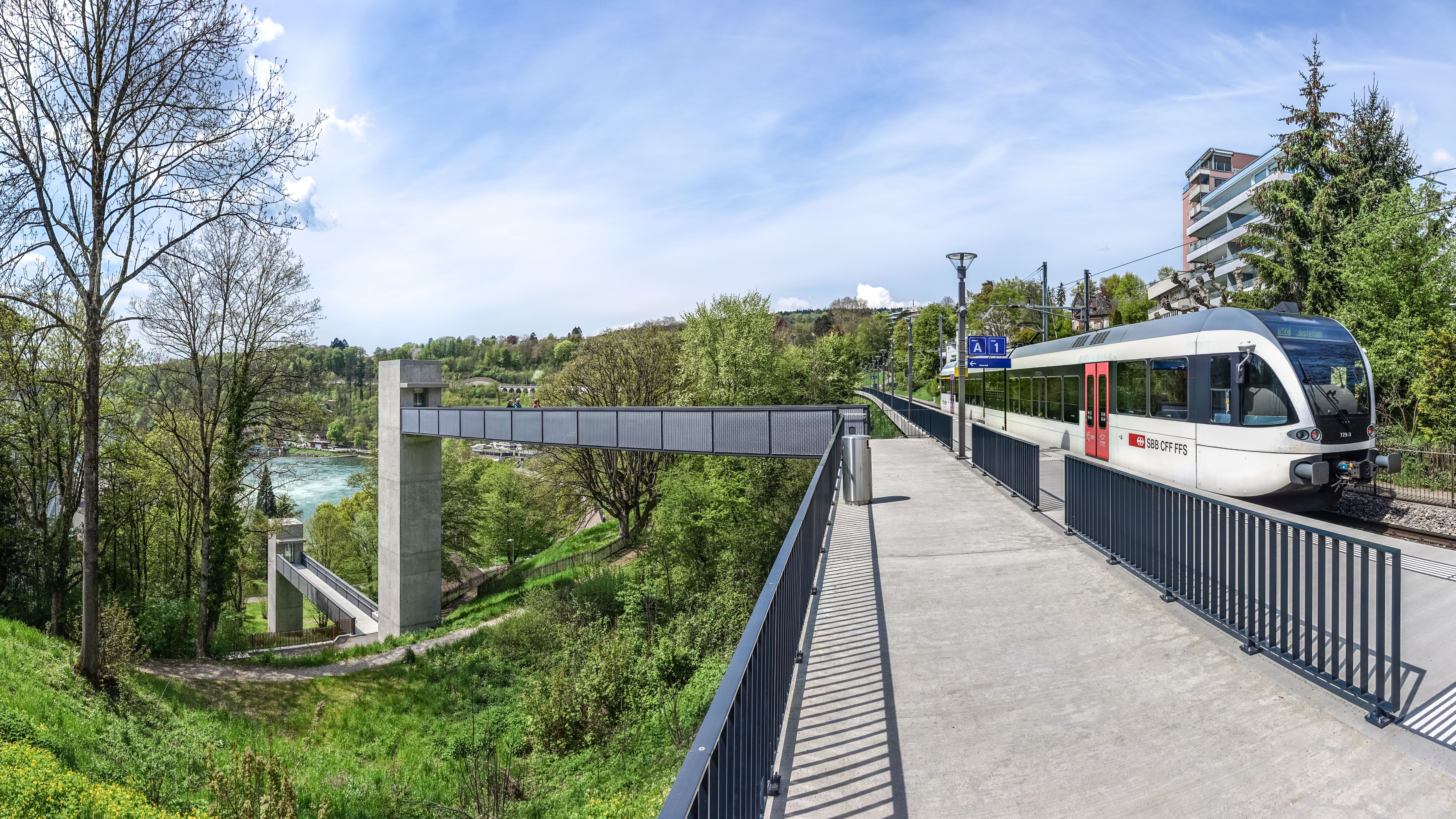
Station Neuhausen Rheinfall
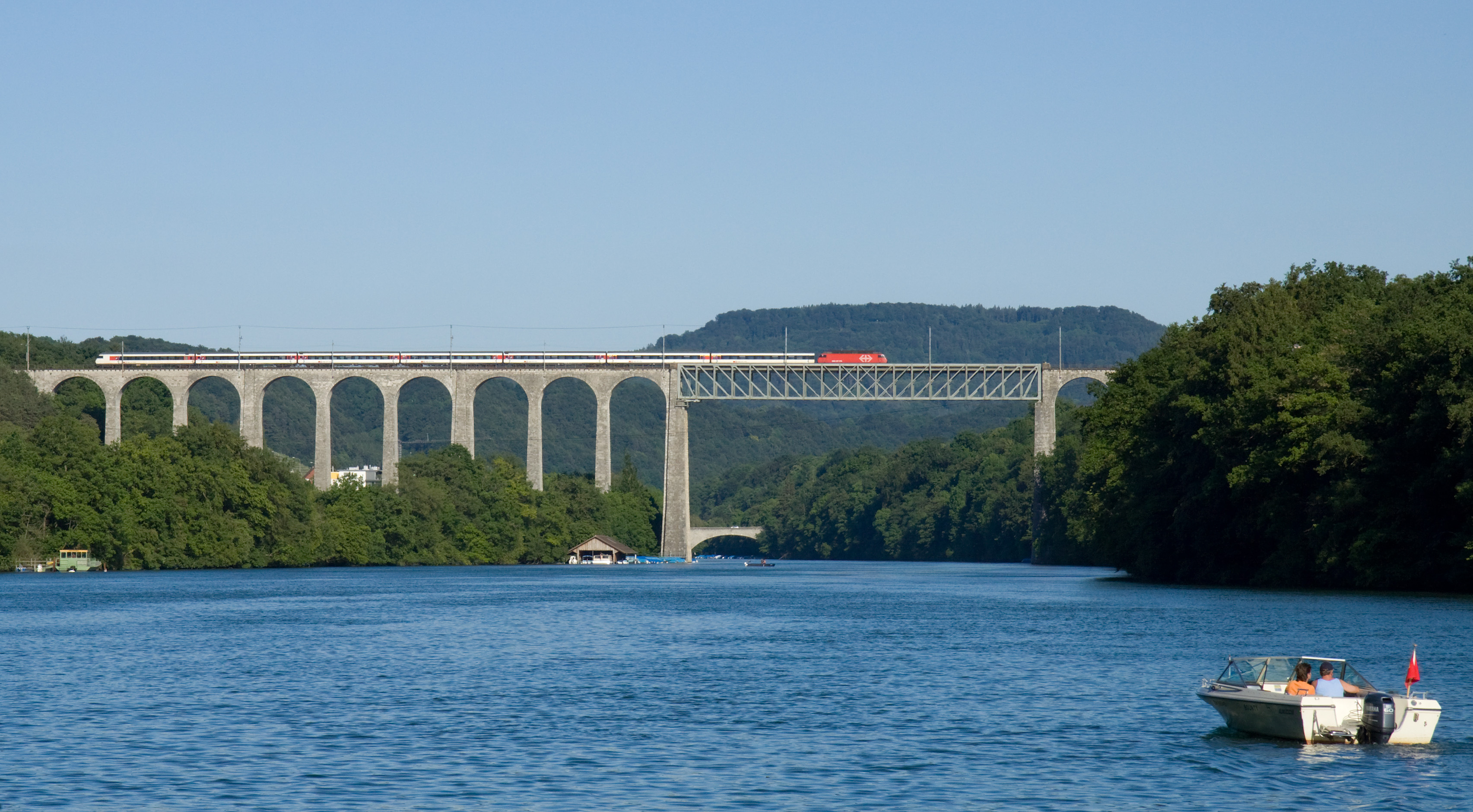
Brug over de Rijn bij Eglisau
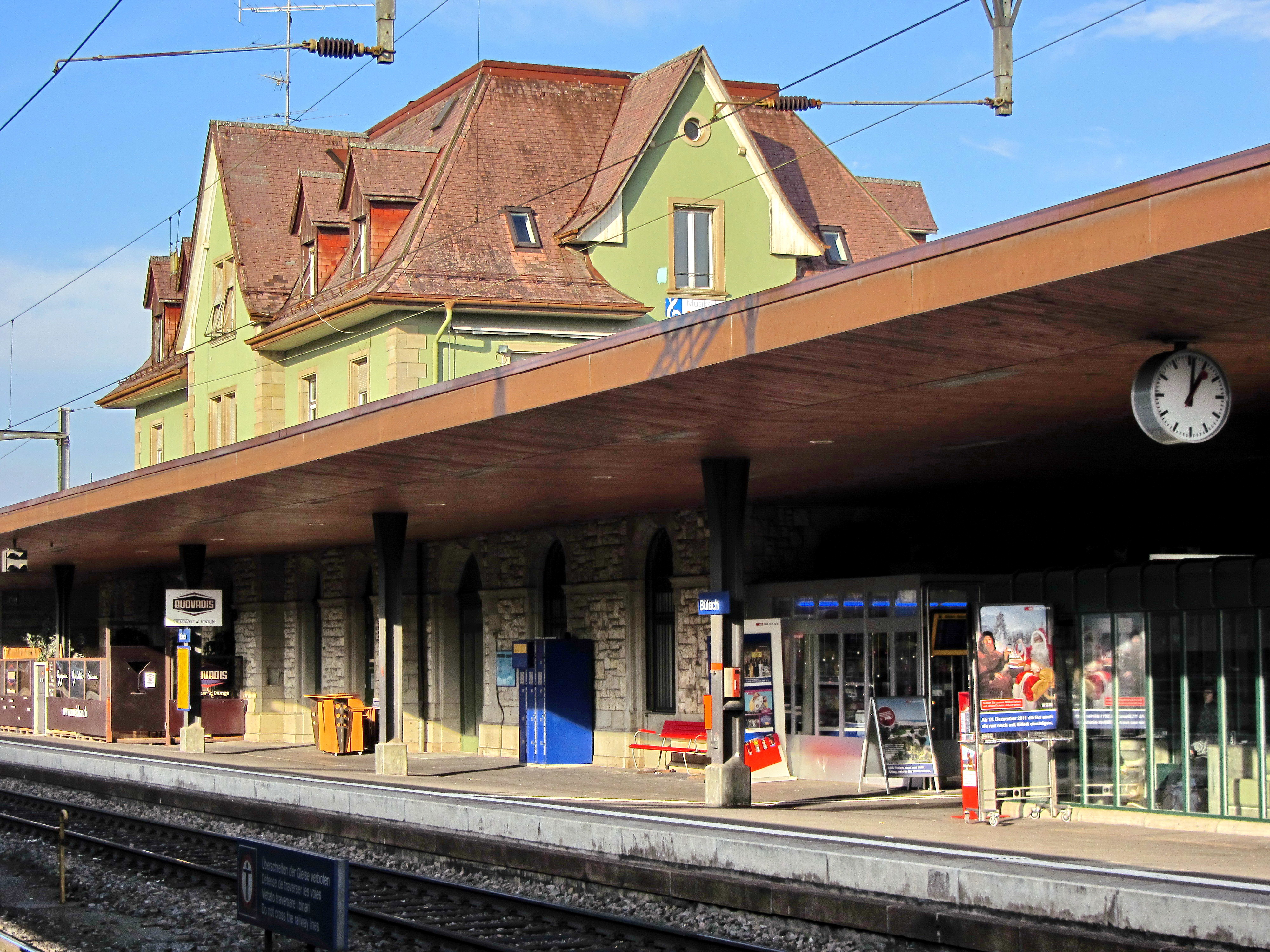
Station Bülach